# Étriché

Étriché este o comună în departamentul Maine-et-Loire, Franța. În 2009 avea o populație de 1,497 de locuitori.